# جزيرة بمبا
جزيرة بمبا (بالإنجليزية: Pemba Island)‏ وتعرف بالجزيرة الخضراء، هي الجزيرة الثانية من أرخبيل زنجبار الواقع قبالة الساحل الشرقي لإفريقيا المطل على المحيط الهندي.

## موقعها الجغرافي
تقع جزيرة بمبا على بعد حوالي 50 كيلومتر إلى الشمال من جزيرة أنغوجا الجزيرة الكبرى الرئيسة لزنجبار. وقد إتحدت زنجبار مع مستعمرة تنجانيقا في عام 1964 لتشكل جمهورية تانزانيا الإتحادية. وتبعد الجزيرة عن شرق البر التانزاني بحوالي 50 كيلومتر عبر مضيق بمبا. وتشكّل كل من الثلاث جزر أنغوجا وبمبا ومافيا ما يسمى بجزر القرنفل أو البهار، وقد أطلق عليه أيضاً بستان أفريقيا الشرقية.

## وصف الجزيرة

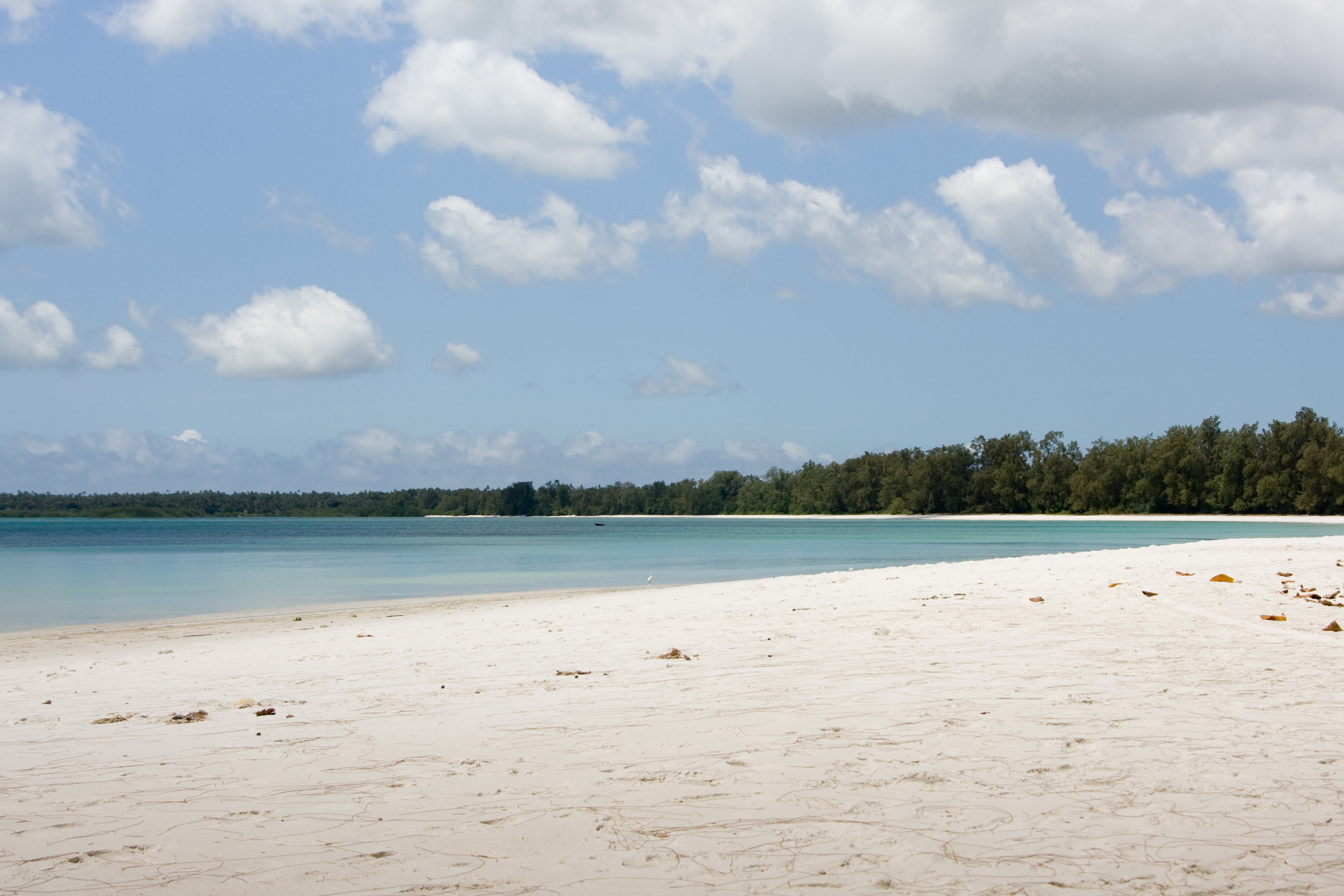
شواطئ جزيرة بمبا الرملية

معظم الجزيرة عبارة عن تلال مرتفعة نوعاً ما، وأعلى مرتفع بها يصل إلى 100 متر فوق مستوى سطح البحر، وأرضها أكثر خصباً من زنجبار، وذات مناخ استوائي رطب يميل للحرارة ومعدل أمطار مرتفعة. وتبلغ مساحتها 980 كيلومتر مربع. وعدد سكانها 362 ألف نسمة  وهم مزيج من السواحيليين والعرب والشيرازيين، وكثير من سكانها السواحيليين ذوي أصول عربية ومن سلطنة عُمان بالذات. ومن أهم البلدات والقرى في جزيرة بمبا مدينة شاكي شاكي وهي عاصمة الجزيرة وأكبر المدن بها وتقع على مرتفع مواجه للجهة الغربية ومطل على خليج بمبا وجزيرة صغيرة تسمى «ميسالي» .

## زراعة القرنفل وإنتاجه
جزيرة بمبا ذات أرض خصب زراعية باستثناء الشريط الممتد على طول الساحل الشرقي للجزيرة، ومعظم مزارعها حيازات صغيرة وهناك مزارع أوسع من ذلك قليلاً. ومن أهم مايزرع بها أشجار القرنفل والذي تقدر عدد أشجاره بالجزيرة بأكثر من ثلاثة ملايين شجرة. ويعود تاريخ زراعة القرنفل في زنجبار عندما أدخل العرب الزنجباريون إبان حكمهم لأرخبيل زنجبار زراعة القرنفل في جزيرة أنغوجا وبمبا وذلك في بداية القرن التاسع عشر في عهد السيد سعيد بن سلطان سلطان عمان وزنجبار، وأول أشجاره زرعت بالقرب من القصر الملكي الذي يبعد نحو ستة كيلات شمال مدينة زنجبار. ولما رأى السلطان نجاح هذا البهار وفوائده الاقتصادية للبلاد أمر المزارعين هناك بزراعته وأقر بمصادرة أرض كل من لم يزرعه، وزرعت مساحات شاسعة في كل من زنجبار وبمبا، واحتلت هذه المناطق مركز الصدارة في العالم في إنتاجه، وجزيرة بمبا وحدها تنتج 70% من إنتاج القرنفل في أرخبيل زنجبار. ثم بعد أحداث عام 1964 السياسية وزوال حكم العرب العمانيين نتج عن هذا تدهور في إنتاج القرنفل بسبب تأميم هذه الصناعة وطرد مالكي هذه الأشجار والمشرفين عليها وتم تجزئة وتقسيم مزارع القرنفل ووزعت على صغار المزارعين في أنحاء الجزيرة.

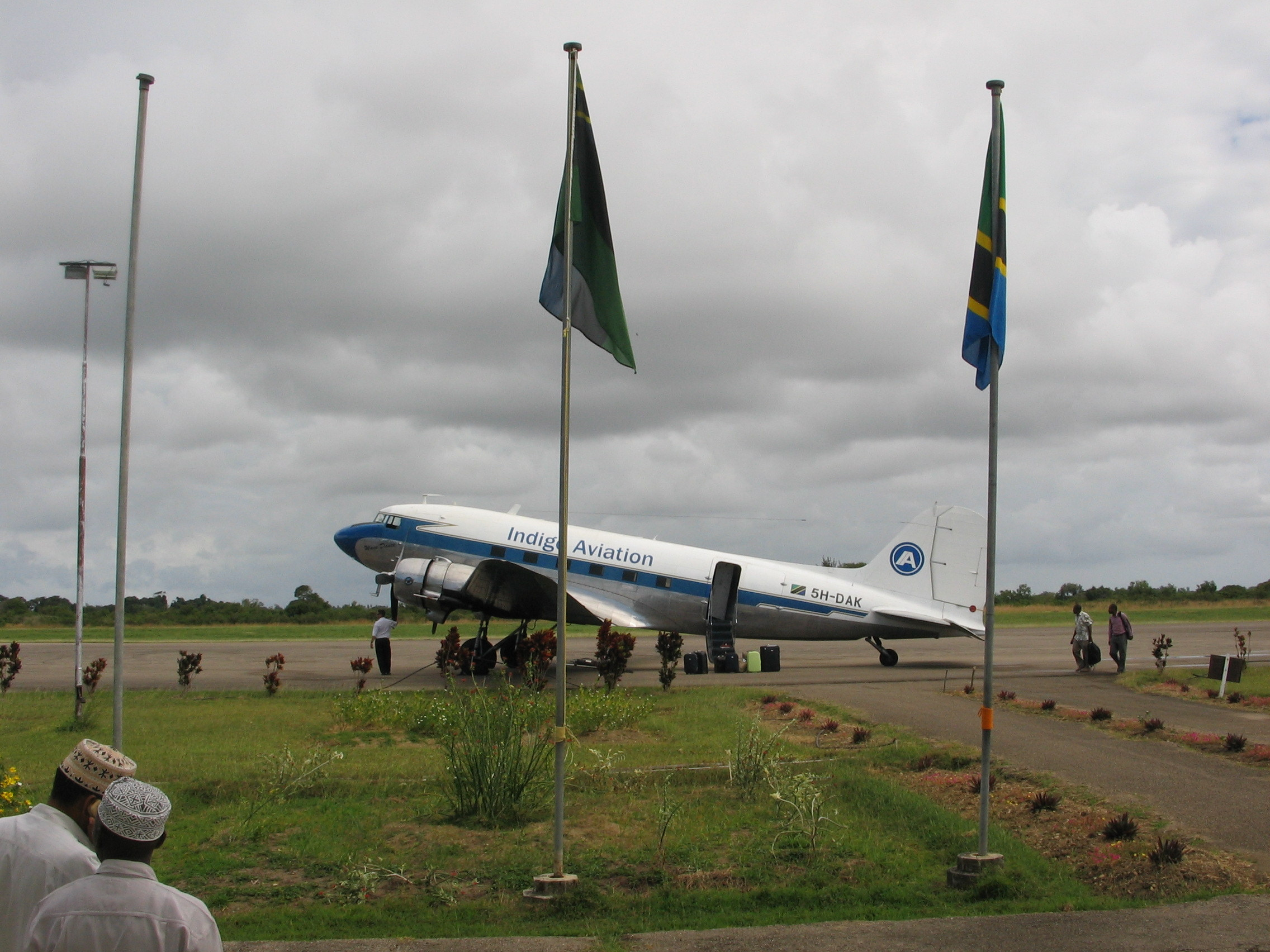
مطار جزيرة بمبا قرب العاصمة شاكي شاكي

وأشجار القرنفل في جزيرة بمبا يصل ارتفاعها إلى 12-15 متر، ولها ظل كثيف ولأوراقها وأزهارها رائحة عطرية تنشر عبيرها الشذي في أرجاء الجزيرة. وتثمر الأشجار بعد نحو خمس سنوات من زراعتها ويصل قمة الإنتاج بعد 20 سنة وتستمر في إعطاء إثمار جيد حتى 50 سنة أخرى. وتظهر أزهارها هناك في موسمين. الموسم الأول يبدأ من شهر يوليو حتى سبتمبر ويسمون المزارعين ذلك المحصول (مواكا)، أما الموسم الثاني فيمتد من نوفمبر حتى يناير ويسمونه (فيولي)، ويقطف المحصول عندما تكون البراعم قد وصلت إلى حجمها الكامل ولكن قبل تفتحها وانبثاق الأزهار. ويستبشر المزارعون في بمبا عندما يظهر إزهار غزير للأشجار وهذا يحدث مرة واحدة كل أربع سنوات ويؤدي إلى إنتاج وفير مجزئ. أما ثمرة القرنفل فتعتبر فاكهة هناك وتسمى «أم القرنفل» وحجمها تقريباً في حجم حبة الزيتون، وتباع في الأسواق ولها نكهة القرنفل، وتحتوي على بذرة واحدة تستنبت أشجار القرنفل منها. ويقوم المزارعون في جزيرة بمبا بحصد قرون القرنفل ويقدر ما يجمعه العامل النشيط في اليوم الواحد بحوالي 55 كيلوغرام، ثم يجفف المحصول في الشمس على حصر مصنوعة من جريد أشجار جوز الهند ولمدة 4-5 أيام حتى يجف تماماً. أما أعناق الأوراق وسيقان الأزهار فيستخرج منها زيت القرنفل بالتقطير محلياً والذي تصدره زنجبار ويستخدم في الطب.
وبجانب أشجار القرنفل يزرع في جزيرة بمبا الأرز وجوز الهند والموز والكاسافا والفاصوليا الحمراء التي تسمى هناك باللغة السواحيلية «مهاراجوي».

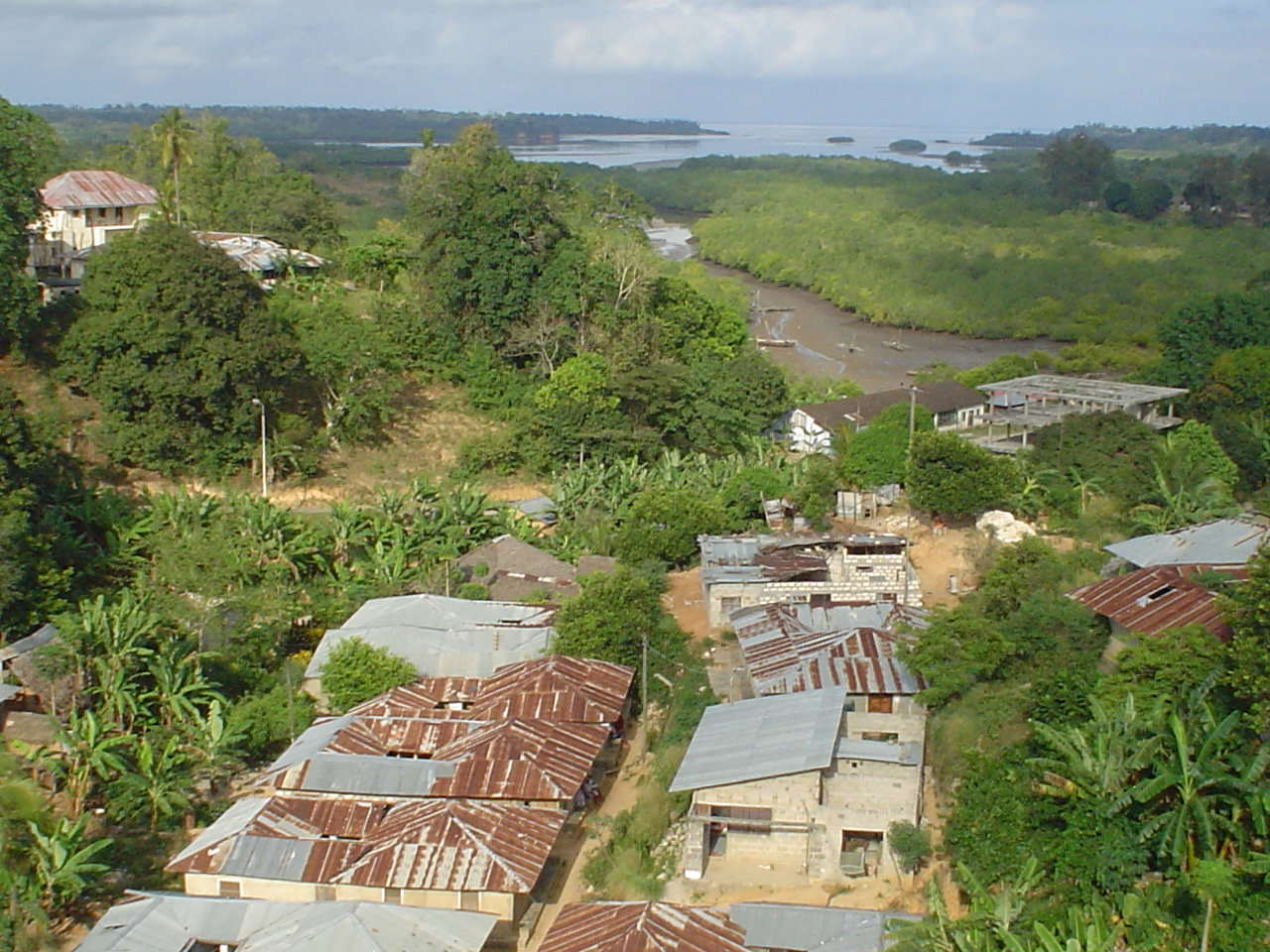
منظر من طرف مدينة شاكي شاكي باتجاه البحر وتشاهد كثافة غابات نبات المانجروف

## آثارها
يوجد سلسلة من الآثار القديمة التي لا تزال كما هي لم تتعرض لتدخل الإنسان أو العبث بها ومحفوظة في هذه الجزيرة منذ حوالي القرن الرابع عشر وتسمى آثار «نداغوني» Ndagoni وذلك غرب العاصمة «شاكي شاكي» وعلى شبه الجزيرة المسماة «رأس مكومبو» Mkumbuu، أما شرق «شاكي شاكي» فيوجد آثار «مكاما ندومي» Mkama Ndume في قرية «بوجيني» Pujini (غرب مطار الجزيرة) والتي يمكن الوصول إليها بالسيارة من «شاكي شاكي». وهذه الآثار قد تعود للقرن الخامس عشر 

## الاقتصاد
يشكل إنتاج القرنفل المصدر الرئيس لدخل الجزيرة. أما المصادر الأخرى فهي:

### الثروة السمكية

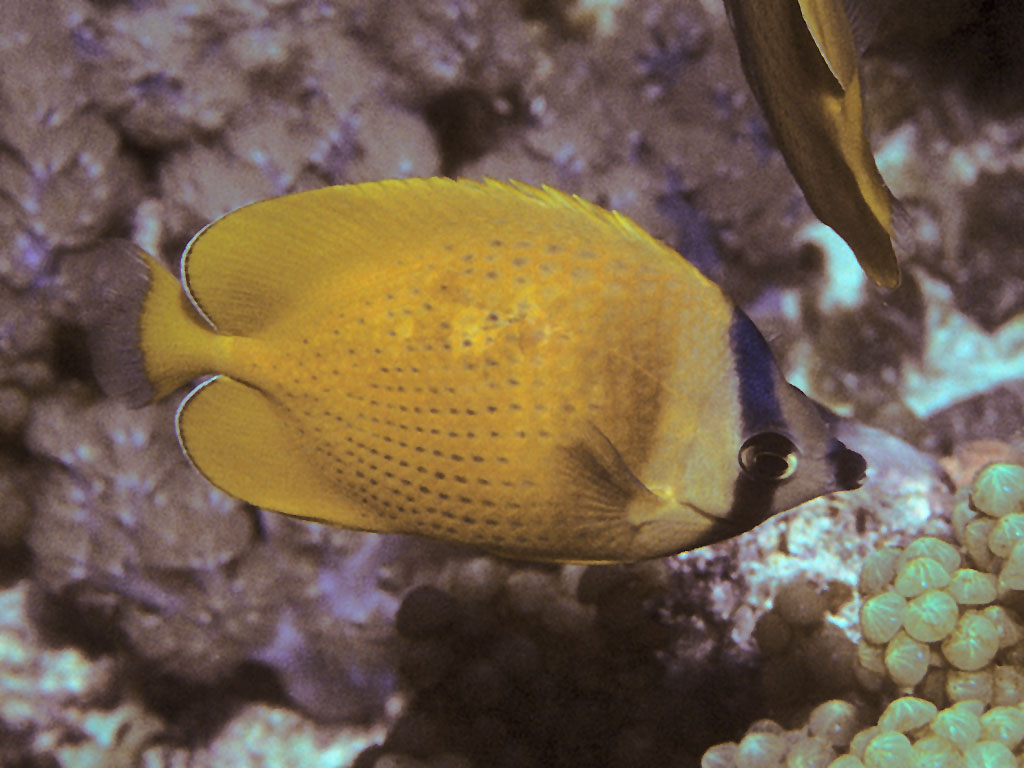
الثروة السمكية في خليج بمبا ذات تنوع فريد

تشتهر جزيرة بمبا بثروتها السمكية الكبيرة والغنية في تنوعها. وبين هذه الجزيرة والبر التنزاني مضيق بمبا العميق والذي يصل عرضه إلى 50 كيلومتر. وهذا عرض واسع وموقع مناسب لتجمع أنواع الأسماك، لذا فإن هذا المضيق يعتبر من أفضل المواقع وأغناها بالثروة السمكية وصيدها في شرق إفريقيا.

### السياحة
أصبحت السياحة في الفترة القريبة مصدراً مهماً للدخل في الجزيرة وانتعاش الاقتصاد وإيجاد فرص عمل للسكان. وتجذب جزيرة بمبا السياح وهواة رياضة الغطس لممارسة هذه الهواية في مواقع الغطس المناسبة التي تنفرد بها الجزيرة والغنية بتنوعها البحري وتشكيلاتها المرجانية الفريدة، كذلك التمتع بشواطئها الرملية النظيفة ومناخها الدافئ ومناظرها الجميلة.

## معرض صور

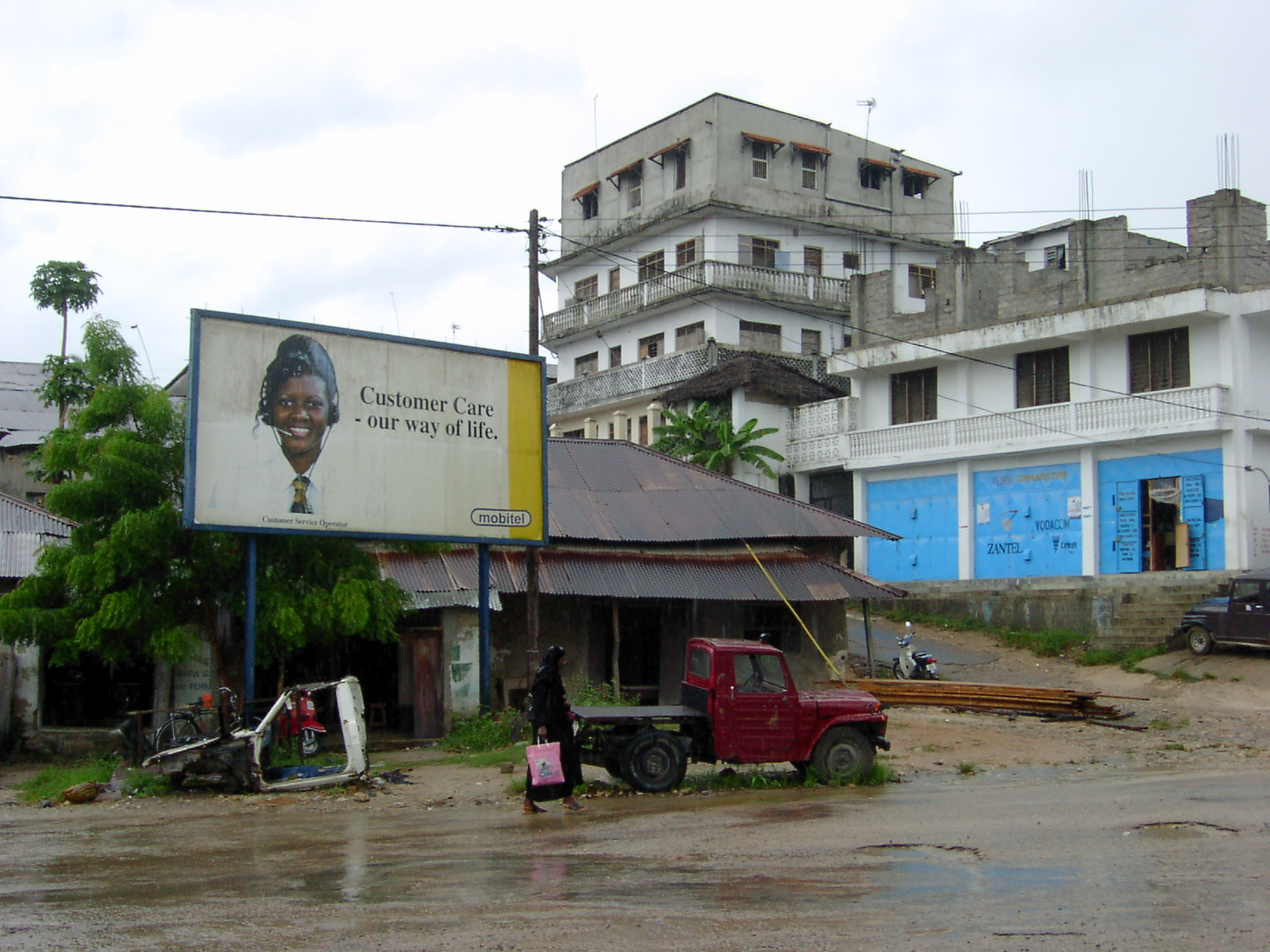
يوم ممطر في وسط مدينة شاكي شاكي عاصمة بمبا
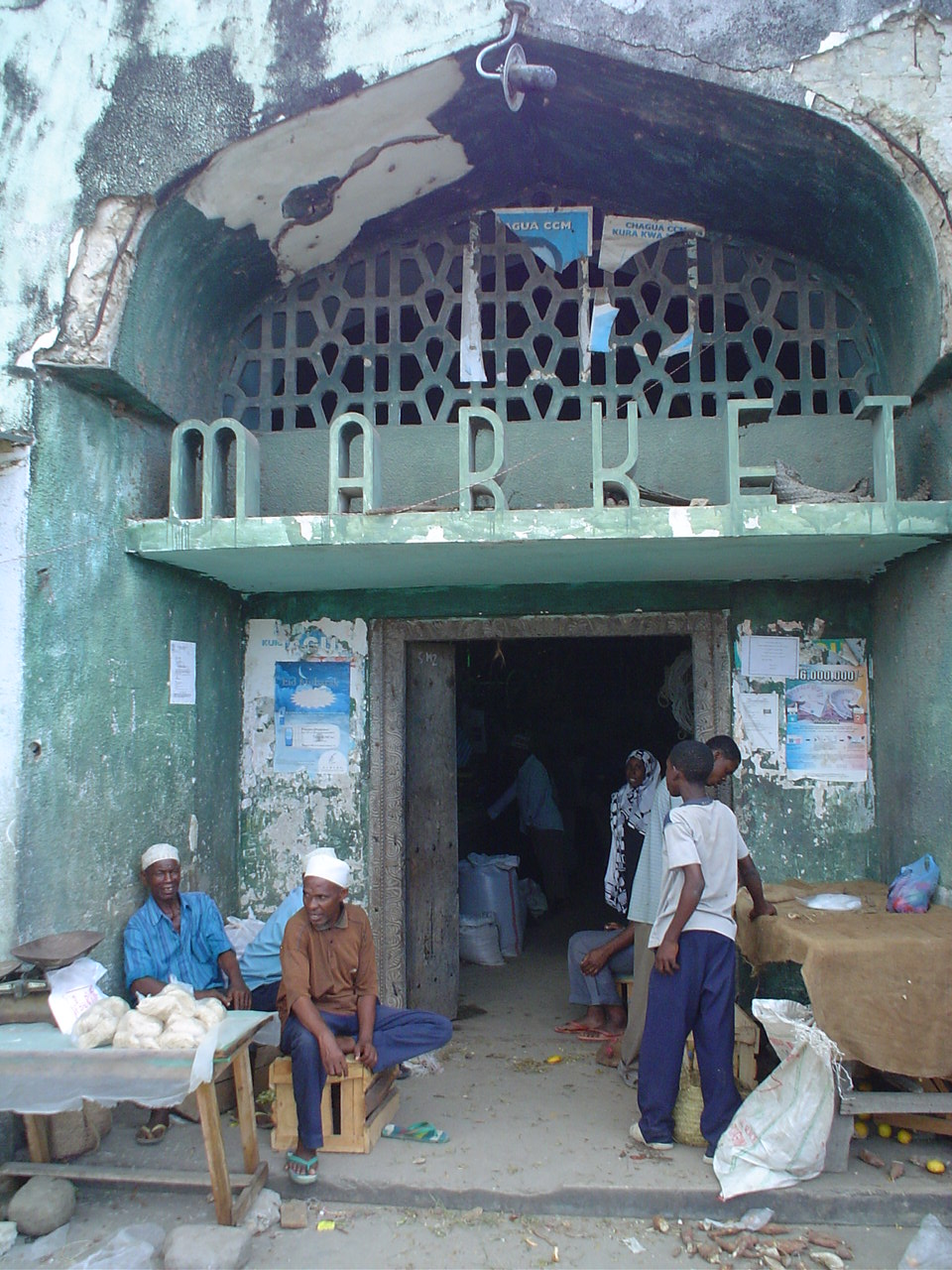
مدخل السوق في بمبا
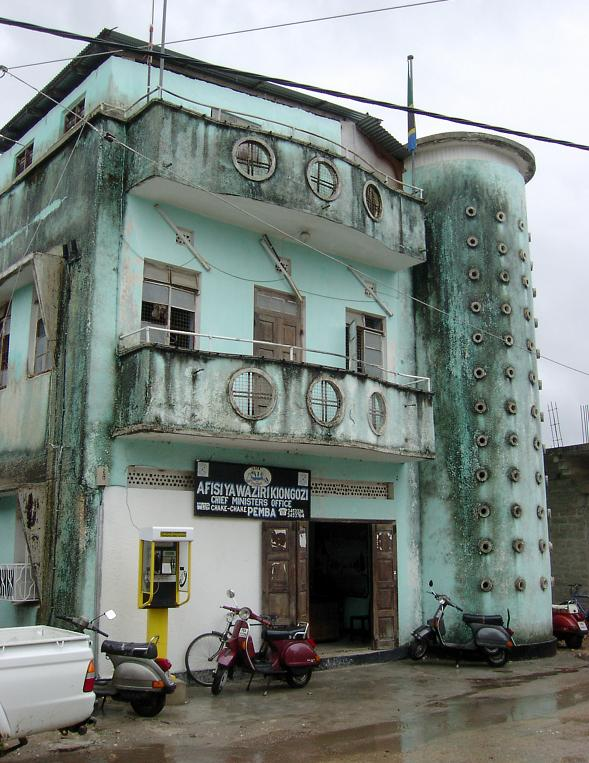
مكتب رئيس وزراء زنجبار في شاكي شاكي. أما مكتبه الرسمي فهو في زنجبار.
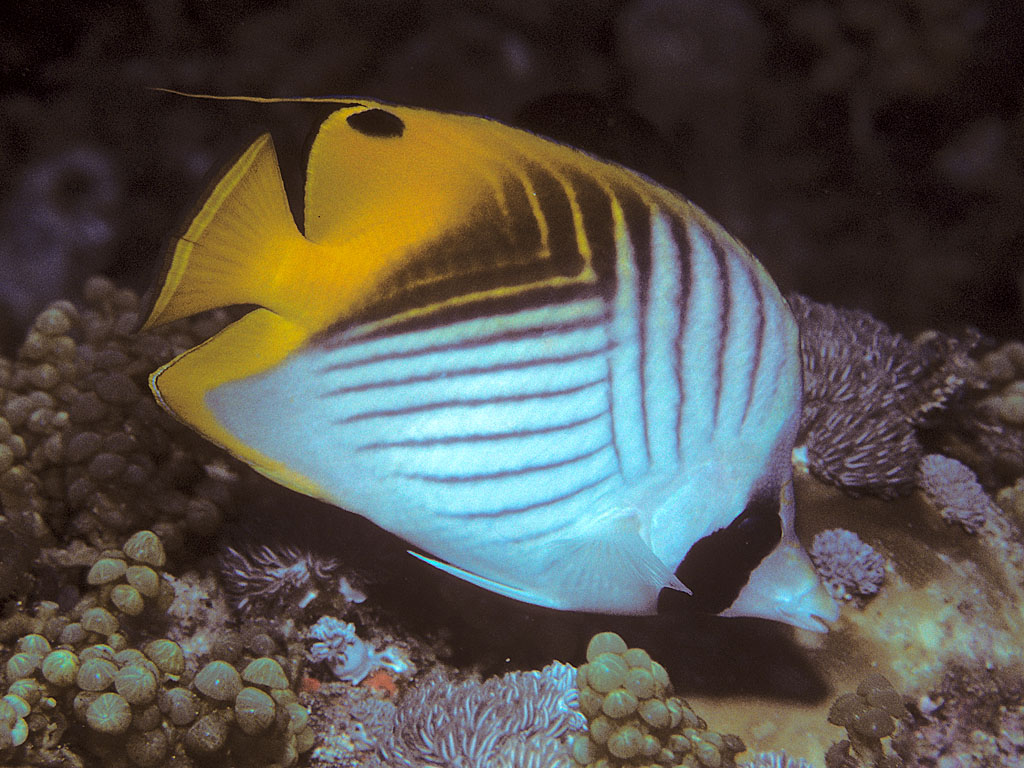
تنوع الأسماك في مضيق جزيرة بمبا
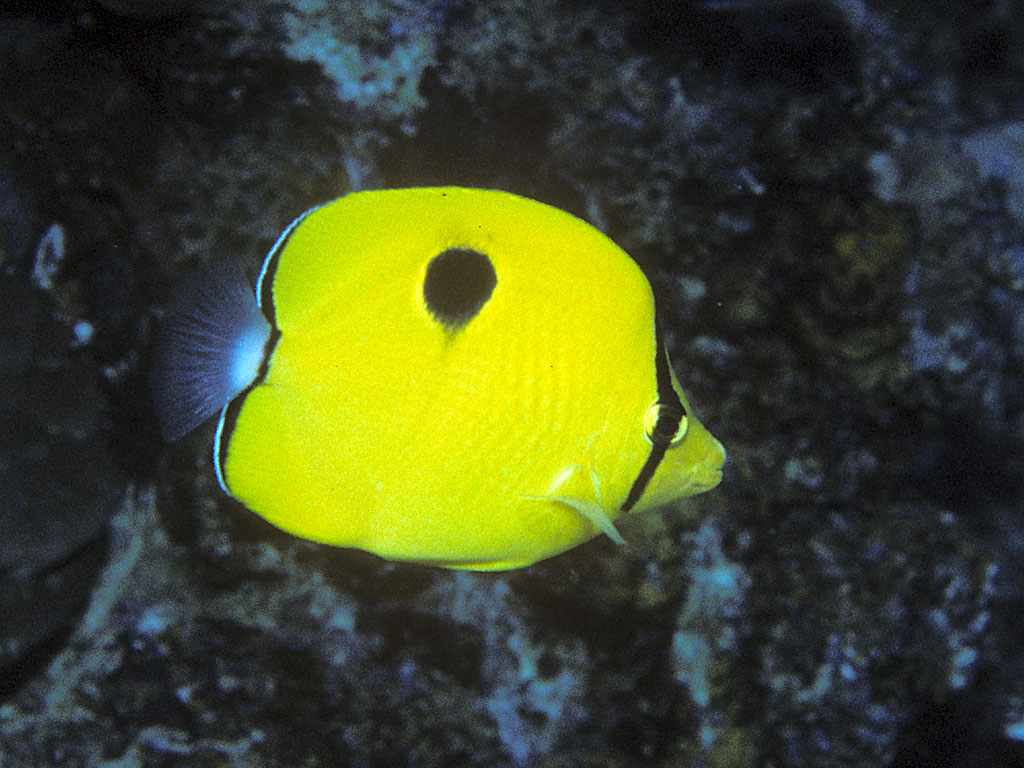
يضم خليج ومضيق جزيرة بمبا تنوع واسع للأحياء البحرية

## وصلات خارجية
تاريخ وزراعة القرنفل في بمبا
موقع زنجبار